# رورودت
رورودت (به آلمانی: Rorodt) یک شهر در آلمان است که در برنکاستل-ویتلیش واقع شده‌است. رورودت ۵۴ نفر جمعیت دارد.